# Dany col·lateral
L'expressió dany col·lateral és un eufemisme usat per designar els morts o desperfectes causats en una guerra de manera no intencionada, usualment referint-se a baixes del propi bàndol, morts evitables de civils o destrucció d'edificis propers al blanc d'un atac. Va néixer a la guerra del Vietnam per part de les autoritats militars estatunidenques i es va estendre, essent usat per governs i mitjans de comunicació.